# アッティカ・ステート
「アッティカ・ステート」（Attica State）は1972年にジョン・レノンがオノ・ヨーコと共同名義で発表した、生前唯一の2枚組アルバム『サムタイム・イン・ニューヨーク・シティ』の収録曲である。

## 解説
本曲はレノンとオノの共作で、1971年9月9日にニューヨーク州のアッティカ刑務所で発生したアッティカ刑務所暴動を取り上げた。
レノンは後年「遅れてきた反体制のカリスマ」と皮肉られるほど活動する時期が時流から外れるという不運に見舞われていたがこの曲がその象徴といえ曲のベースとなったアッティカ刑務所で起きた暴動事件は1971年の事で発表された時には多くの人がそのことを忘れていた。とはいえ、刑務所で暴動が起きたのをきっかけに人権闘争を呼びかけるというメッセージが歌われている点を見れば彼は時代の最先端を行っていたのかもしれない。
ちなみに歌詞のくだりには「ロックフェラーが引き金を引いた」とあるが実はアメリカがらみの戦争に影響を及ぼすオイル・メジャーを痛罵したものである。